# Grand Touring (jeu vidéo)
Grand Touring est un jeu vidéo de course sur circuit, développé par Empire Interactive, édité par PointSoft et sorti en 1998 sur Microsoft Windows.

## Système de jeu
Le jeu est composé de plusieurs modes, solo et multijoueur. Le mode multijoueur est disponible en local, mais aussi en ligne jusqu'à 8 joueurs. Environ 20 circuits, développés pour le jeu, sont disponibles, ainsi que 12 véhicules.